# Parlamento del Canada
Il Parlamento del Canada (in inglese Parliament of Canada; in francese Parlement du Canada) è il ramo legislativo del governo canadese, situato sulla collina del Parlamento ad Ottawa, nella provincia dell'Ontario. Secondo l'articolo 17 della Costituzione del 1867, il Parlamento è costituito da tre branche: il Sovrano, il Senato e la Camera dei comuni. Il Sovrano è normalmente rappresentato dal Governatore Generale, che nomina i 105 membri del Senato, su raccomandazione del Primo Ministro. I 343 deputati della Camera dei Comuni sono eletti direttamente dal popolo a suffragio universale, con ogni membro in rappresentanza di un unico distretto elettorale, spesso chiamato circoscrizione, in inglese riding.
Per convenzione costituzionale, la Camera dei comuni è la branca dominante del parlamento, il Senato e la Corona si oppongono raramente al suo volere. Il Senato riesamina la legislazione da un punto di vista più imparziale e il sovrano o il viceré provvede a dare l'Assenso Reale necessario per trasformare i disegni di legge in legge. Il Governatore Generale convoca il parlamento, mentre o il viceré o il sovrano può prorogare o sciogliere il parlamento; quest'ultimo per indire le elezioni. Uno o l'altro legge il Discorso del Trono.

## Composizione

### Il Sovrano
Il monarca del Canada (attualmente il Re Carlo III del Regno Unito), è una delle tre componenti del Parlamento. Le funzioni del monarca sono abitualmente delegate al governatore generale (attualmente Mary Simon), che è nominato dal sovrano su consiglio del primo ministro canadese. I governatori generali restano in servizio di norma per un periodo di circa cinque anni. Anche se sia il Re che il governatore generale hanno in teoria vaste competenze, essi in pratica le esercitano raramente. Piuttosto eseguono compiti cerimoniali, esercitano poteri politici solo su consiglio del Primo Ministro e del Gabinetto. In rare circostanze, tuttavia, possono essere chiamati a operare unilateralmente le decisioni governative.

### Il Senato

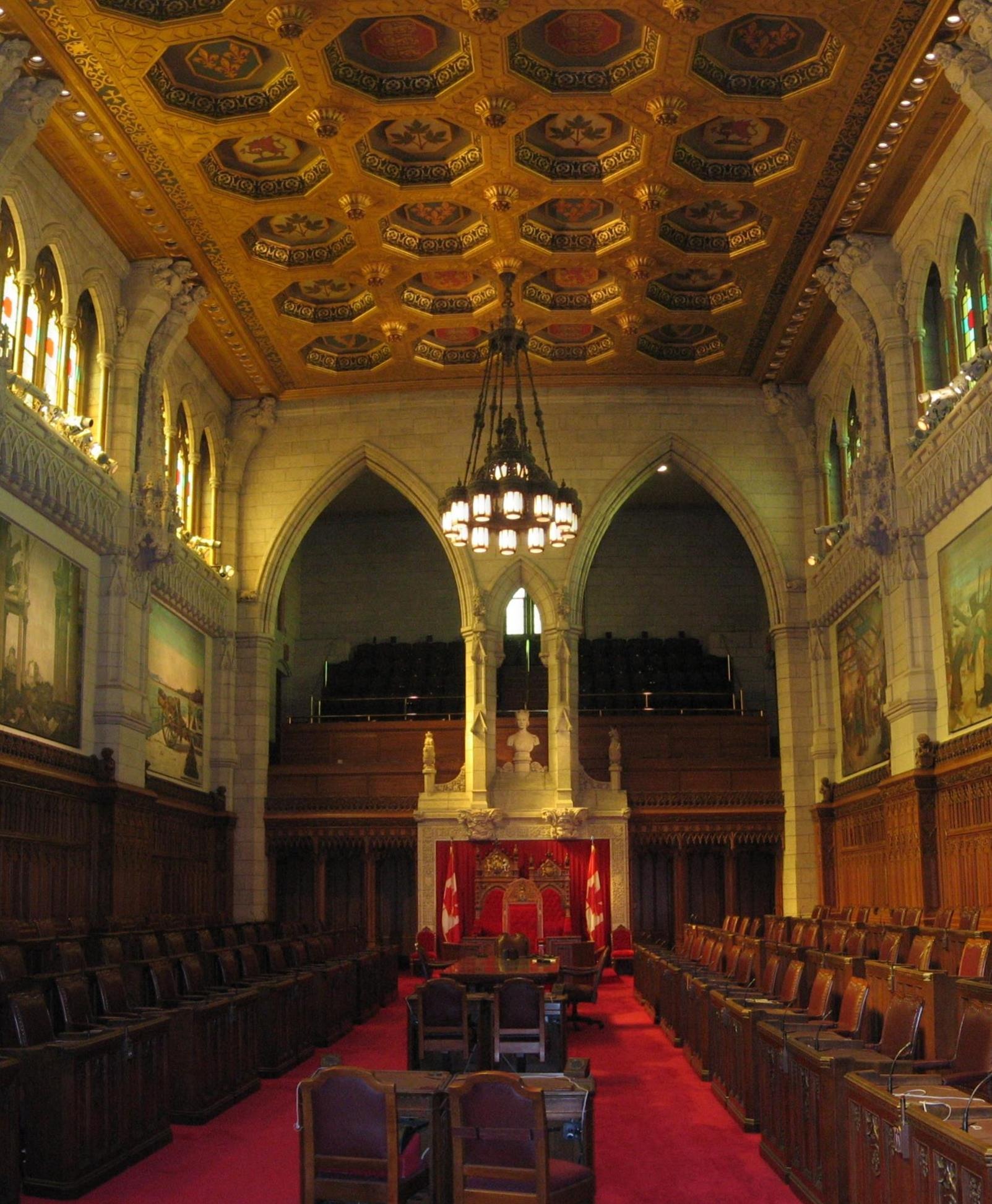
Il Senato del Canada

La Camera Alta del Parlamento del Canada è il Senato. Benché rappresentino le province, i senatori sono selezionati dal primo ministro, e sono formalmente nominati dal Governatore Generale. Per diventare un senatore si deve avere almeno trenta anni, essere sudditi del Re d'Inghilterra, e si deve possedere un patrimonio netto di almeno 4.000 dollari canadesi. Il senatore deve risiedere e possedere terra per un valore di almeno 4000 dollari canadesi nella provincia che intende rappresentare. Quella di senatore è una carica a vita, ma dal 1965 essi lasciano il Senato all'età di 75 anni. Possono essere dimessi dalle loro funzioni se non partecipano a due sessioni consecutive del Parlamento.
La Costituzione divide le province canadesi in quattro divisioni distinte, ciascuna con un numero uguale di senatori: 24 per l'Ontario, 24 per il Quebec, 24 per le Province marittime (10 per la Nuova Scozia, dieci per il Nuovo Brunswick e quattro per l'Isola del Principe Edoardo), 24 per le Province occidentali (6 per Manitoba, Columbia Britannica, Saskatchewan e Alberta). Terranova e Labrador, divenuta provincia solo nel 1949, non è stata inserita in una divisione, ed è rappresentata da 6 senatori. Inoltre ai tre territori (Territori del Nord-Ovest, Yukon e Nunavut) sono assegnati un senatore ciascuno. Quindi il Senato normalmente si compone di 105 membri. Il governatore generale, tuttavia, può temporaneamente aumentare la dimensione del Senato di quattro o otto senatori, a condizione che ci sia l'approvazione del Re. Questo potere è stato utilizzato solo una volta nella storia del Canada: su parere del Primo Ministro Brian Mulroney nel 1990 per garantire il passaggio di un disegno di legge che prevedeva la creazione di una tassa sui prodotti e i servizi. Non ci possono essere più di otto ulteriori senatori, in qualsiasi momento (definendo la dimensione massima del Senato in 113 membri).

### La Camera dei Comuni

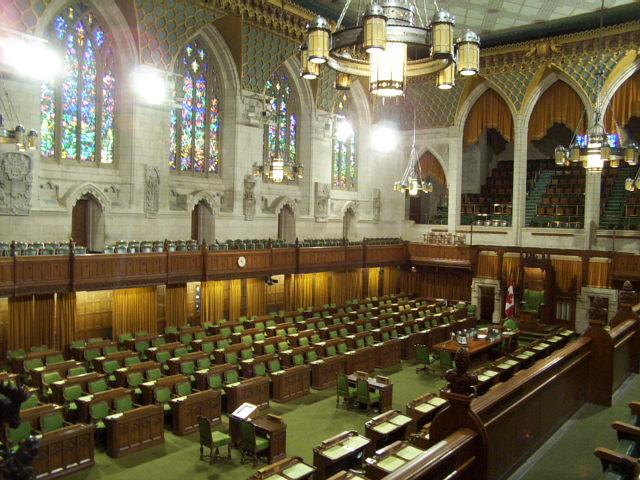
La Camera dei comuni

La componente del Parlamento eletta democraticamente è la Camera dei comuni. Ogni membro rappresenta un unico distretto elettorale (o circoscrizione), e viene eletto con lo scrutinio uninominale maggioritario a unico turno (con la semplice maggioranza dei voti). Per essere eletti deputati si deve essere cittadini canadesi e avere almeno 18 anni di età. I membri rimangono in carica fino a quando non si dimettono o quando il Parlamento viene sciolto, e si può essere rieletti un numero illimitato di volte.
La Costituzione non fissa le dimensioni della Camera dei Comuni, che è ri-adeguata ogni dieci anni, dopo il censimento. La Camera deve essere composta da almeno 282 posti, di cui tre riservati ai territori. I restanti 279 seggi sono assegnati alle province sulla base della loro popolazione. Tuttavia la "clausola senatoriale" garantisce a ciascuna provincia almeno un numero di deputati uguale al numero dei senatori. Inoltre la "clausola di eternità" (in inglese: grandfather clause; in francese: clause grand-père) garantisce a ciascuna provincia almeno un numero di membri del Parlamento uguali a quelli del 1976 o del 1985. A causa di queste due clausole la dimensione della Camera dei Comuni supera il minimo di 282 membri. Allo stato attuale la Camera comprende 343 membri.
Nessun individuo può appartenere a più di una Camera del Parlamento. I membri della Camera dei Comuni sono comunemente chiamati "i membri del Parlamento" o "parlamentari", questo termine non viene mai applicato ai senatori (anche se il Senato è una parte del Parlamento). Anche se meno potenti, i senatori occupano posizioni più alte rispetto ai membri del Parlamento in ordine di precedenza.

## Funzione legislativa

### Aspetti legati alla forma di governo
Prima di poter analizzare dettagliatamente il procedimento legislativo nel Canada bisogna tenere presente una importante caratteristica relativamente alla forma di governo. A differenza delle repubbliche parlamentari, il Canada - che è parte del Commonwealth Britannico - è contraddistinto da una monarchia costituzionale. Ciò implica, da un lato, che il Capo di Stato in Canada è formalmente il sovrano del Regno Unito, mentre dall'altro che il Canada è uno stato sovrano dotato di un proprio parlamento, un proprio governo e una propria magistratura disciplinati da una Costituzione.
Altrettanto importante è l'organizzazione del territorio. A differenza degli Stati unitari (i.e., un solo stato ripartito in enti locali - come ad esempio regioni, province e comuni - ciascuno dotato di un certo grado di autonomia), il Canada è una confederazione contraddistinta da una parziale separazione di responsabilità tra l'organizzazione centrale federale e le sue suddivisioni amministrative. Infatti il Canada è anch'esso un solo stato, ma ciascuna delle sue 10 province o dei suoi 3 territori sono dotati di corpo legislativo e di un proprio governo distinti e indipendenti da quelli federali. Ciascuna suddivisione amministrativa, dunque, è contraddistinta, relativamente alla materia che compete a questo articolo, a lievi differenze a livello di procedimento legislativo come avremo modo di notare.
Il procedimento legislativo non è esplicitamente disciplinato dalla Costituzione del Canada né dagli statuti delle province che vengono considerati come Costituzioni delle stesse nella parte V della Costituzione del Canada. Quest'ultima, infatti, stabilisce unicamente (parte IV) la struttura generale e aree di competenza del potere legislativo, nonché (parte VI) la suddivisione dei poteri tra confederazione e province. Pertanto, circa il procedimento legislativo, oltre al linee guida dettate dalle costituzione, si ricorre alla prassi parlamentare (eventualmente sancita dagli opportuni regolamenti).
A livello federale il procedimento legislativo segue il modello anglosassone del King-in-Parliament: pertanto vi concorrono tre entità, il Senato del Canada, la Camera dei Comuni - i quali condividono soltanto alcune funzioni (bicameralismo imperfetto) - e il sovrano del Regno Unito.

### Procedimento legislativo delle leggi ordinarie
Per quanto riguarda il procedimento legislativo per la approvazione delle leggi ordinarie si possono distinguere varie fasi articolabili in maniera analoga all'iter legis ordinario italiano:
- Fase dell'iniziativa o notifica (da parte del soggetto competente);
- Fase della discussione o lettura (da parte del Parlamento);
- Fase dell'assenso reale (da parte del rappresentante del sovrano del Regno Unito a livello federale).

#### Fase dell'iniziativa
La fase dell'iniziativa consiste nell'esercizio da parte di determinati soggetti del potere di sottoporre progetti di legge (bills) redatti in articoli al Parlamento. Questo potere è di competenza di un membro del Parlamento o di un ministro del Governo del Canada e richiede la notifica scritta alla Segreteria della Camera dei Comuni o del Senato (nella prassi quasi sempre la prima) con almeno 48 ore di anticipo e con titolo apposto. Il giorno successivo alla notifica, il titolo del progetto di legge viene posto nel cosiddetto Order Paper e vi rimarrà fino a quando il soggetto notificante non deciderà di introdurre il progetto di legge alla camera notificata.

#### Fase della discussione
La fase della discussione, che è la prima fase vera e propria del procedimento legislativo, comincia una volta che il progetto di legge è stato introdotto alla camera notificata nelle modalità di cui sopra. Questa fase è articolata in tre sotto-fasi:
1. Durante la prima lettura il soggetto proponente il progetto di legge ne fornisce una breve sinossi e ne descrive lo scopo. Non si procede ad alcun dibattito o introduzione di emendamenti o votazioni visto che in questo momento la camera in questione si impegna, tramite mozione richiesta dal Presidente dell'assemblea (Speaker of the House alla Camera dei Comuni o Speaker of the Senate al Senato), a non procedere oltre la semplice introduzione del progetto di legge per la pubblica divulgazione. La fase è altresì finalizzata alla stampa del progetto di legge e alla sua distruzione ai membri dell'assemblea.
2. La seconda lettura permette (sempre tramite mozione del soggetto proponente) ai membri dell'assemblea di discutere circa lo scopo generale del progetto di legge. Non possono essere presentati emendamenti fintantoché il progetto di legge non sia stato discusso dalla commissione competente, la quale discussione può avvenire prima o dopo la trattazione in assemblea (da notare che la trattazione da parte della commissione è richiesta tramite la stessa mozione menzionata poc'anzi). Possiamo dunque nel dettaglio individuare:
  - La discussione in commissione (committee stage) che è finalizzata alla revisione del testo e di approvarlo o modificarlo. Suddetta commissione può essere permanente, speciale o legislativa a seconda della necessità. Altresì interessante è la possibilità per l'intera assemblea di agire come se essa stessa fosse una commissione (Committee of the Whole), esercizio previsto per leggi di particolare rilievo come quelle legate al bilancio dello Stato. Possono essere altresì richiamati testimoni per presentare il proprio punto di vista ed essere interrogati dalla commissione. Si procede dunque alla discussione articolo per articolo eventualmente introducendo emendamenti per poi votare il testo nel suo complesso.
  - La discussione in assemblea vera e propria (report stage) che è finalizzata al proseguimento della discussione del progetto di legge successivamente alla trattazione in commissione. Ulteriori emendamenti possono essere proposti e discussi, posto e non concesso che il Presidente dell'assemblea, per evitare che questa fase sia una mera ripetizione della trattazione in commissione, ha il potere di selezionare e raggruppare emendamenti in un dibattito congiunto nonché di decidere quali mozioni votare separatamente o congiuntamente. Conclusa la discussione l'assemblea procede alla votazione sull'intero progetto di legge (con eventuali emendamenti) senza possibilità di discussione o modifica della mozione. Bisogna altresì notare che non si tiene discussione a meno che non vengano presentati emendamenti, passando direttamente alla fase successiva.
3. La terza lettura consiste in una discussione in assemblea del progetto di legge nella sua forma finale con possibilità di proporre e votare ulteriori emendamenti. A questo punto il progetto di legge viene votato a maggioranza e, se approvato, trasmesso all'altro ramo del parlamento.

Poiché il procedimento legislativo comincia di norma alla Camera dei Comuni, al Senato (per quanto la discussione del progetto di legge approvato dalla Camera segua lo stesso iter di cui sopra per la discussione) viene solitamente richiesta una trattazione più celere. Proprio per questo è facile che, prima ancora che la Camera abbia concluso la trattazione del progetto di legge e l'abbia approvato, lo stesso venga preventivamente assegnato ad una commissione permanente del Senato così da formarsi una propria opinione e discutere del progetto di legge in tempi rapidi (pre-study).
Qualora il Senato approvi senza emendamenti, la Camera viene semplicemente notificata e il progetto di legge può procedere all'assenso reale. Se vengono approvati emendamenti (spesso di carattere meramente formale), il testo viene ritrasmesso alla Camera, la quale solitamente accetta gli emendamenti del Senato; qualora la Camera respinga gli emendamenti, il Senato può richiederne la valutazione. Se un accordo non viene trovato (accaduto rarissimamente), si può procedere a una conferenza vera e propria. Questo processo è fondamentale perché, come nell'ordinamento italiano, il testo deve essere approvato nella stessa forma da entrambe le Camere prima di ricevere assenso reale.

#### Fase dell'assenso reale
L'assenso reale è l'ultima fase del procedimento legislativo e non può avviarsi prima del completamento di tutte le fasi precedenti e della approvazione del testo del progetto di legge in misura identica da parte di Camera dei Comuni e Senato. Può essere conferito in due modi:
- La procedura scritta richiede un incontro tra la Segreteria del Parlamento e il Governatore Generale, ossia il Rappresentante del sovrano britannico sul suolo canadese, o suoi rappresentanti. Il progetto di legge viene presentato con una lettera indicante la precedente approvazione da parte di entrambe le Camere e richiedente assenso.
- La cerimonia tradizionale è invece una cerimonia formale la quale si tiene nell'aula legislativa del Senato alla presenza del Parlamento in Seduta Comune. Il Rappresentante della Corona (Governatore Generale o suo rappresentante) a questo punto conferisce l'assenso al progetto di legge attraverso un cenno affermativo del capo.

Una volta conferito l'assenso il progetto di legge diventa legge ed entra immediatamente in vigore (viene ora chiamato anche Act of Parliament), a meno che il testo stesso della legge non preveda una tempistica diversa, e diventa pertanto obbligatoria e coercitiva erga omnes.
È comunque interessante notare che la Costituzione del Canada (sia nella versione del 1867 che in quale attuale in vigore dal 1982) non sancisce l'obbligatorietà dell'assenso reale da parte del Governatore Generale. Infatti, quest'ultimo può rifiutarsi di firmare un progetto di legge approvato dal Parlamento per una qualunque ragione considerata opportuna e consona o comunque riservarsi di attendere una indicazione dei desideri del sovrano britannico. Tale riserva, tuttavia, con gli anni è diventata pressoché una istituzione teorica e non più una opzione. Difatti, il rifiuto o l'esitazione da parte di un Governatore Generale a conferire assenso a un progetto di legge approvato dal Camera dei Comuni eletta e dal Senato su indicazione del Governo sarebbe considerato un affronto alla natura democratica del Canada e provocherebbe una crisi costituzionale.

### Procedimento legislativo per la revisione costituzionale
Prima del 1982 la Costituzione del Canada rimaneva un atto del Parlamento britannico (e dunque denominato propriamente British North America Act, 1867) che non prevedeva alcuna formula emendante, dunque necessitando il ricorso al suddetto Parlamento per la approvazione di leggi ad hoc finalizzate a tale proposito. Soltanto nel 1982 il Canada completò il proprio processo di rimpatrio acquisendo piena sovranità. La nuova Costituzione (Constitution Act) che ne risultò (mantenendo comunque parte della precedente), diversamente da quanto accade per le leggi ordinarie, disciplinava espressamente un procedimento per la approvazione di leggi atte a modificare la stessa Costituzione (sezioni 38-49). Queste leggi non hanno tuttavia il carattere formale di legge costituzionale (come in Italia), ma di emendamenti alla Costituzione stessa.
È opportuno ricordare inoltre, come prescritto dalla sezione 46, che l'iniziativa di emendamenti costituzionali è di esclusiva competenza di una Camera (federale o provinciale che sia), e può essere revocata prima del rilascio del Proclama da parte della stessa. Interessante è peraltro una precisazione relativa al Senato (sezione 47): un qualunque emendamento può essere proclamato senza la previa approvazione da parte del Senato se, entro 180 giorni dalla deliberazione da parte della Camera dei Comuni, il Senato non abbia deliberato circa l'emendamento e se, dopo la scadenza di suddetto termine, la Camera di Comuni adotta nuovamente il provvedimento.

#### Procedura generale
Gran parte degli emendamenti alla Costituzione possono essere approvati soltanto se adottati a) dalla Camera dei Comuni e dal Senato, e b) da almeno i due terzi delle assemblee legislative provinciali (i.e., almeno 7 province) rappresentanti almeno il 50% della popolazione nazionale (fermo restando l'uso della procedura ordinaria per la approvazione degli emendamenti da parte delle singole Camere). Questa formula (sez. 38, Constitution Act, 1982) è ufficialmente denominata general amendment procedure (seppur colloquialmente nota come 7+50 formula per ovvi motivi).
Una volta che la procedura per l'adozione di un emendamento viene seguita con successo, l'emendamento viene formalizzato tramite Proclama da parte del Governo facente funzione di Governatore Generale (Governor-General-in-Council). Ufficialmente, dunque, la Costituzione viene emendata per proclamazione, e il rilascio del Proclama richiede previa deliberazione da parte della Camera dei Comuni, del Senato e del numero necessario di assemblee legislative provinciali.
In base a quanto stabilisce la sezione 42, la procedura generale di cui alla sezione 38 è riservata ai seguenti temi:
1. Il principio di rappresentanza proporzionata delle province nella Camera dei Comuni prescritto dalla Costituzione del Canada;
2. I poteri del Senato e il metodo di selezione dei senatori;
3. Il numero di membri che rappresentano una provincia al Senato di cui la stessa provincia ha diritto nonché le qualifiche dei senatori in merito alla propria residenza nella provincia che rappresentano;
4. Fermo restando il quarto comma della sezione 41, la Corte Suprema del Canada;
5. La estensione di province esistenti nei territori;
6. La creazione di nuove province.

La Costituzione precisa inoltre che (sez. 43), qualora un emendamento costituzionale si riferisca ad un'unica provincia, è richiesto solamente l'assenso da parte del Parlamento della provincia interessata. Infatti 7 degli 11 emendamenti finora approvati sono di questo tipo: 4 per Terranova e Labrador, 1 per il Nuovo Brunswick, 1 per l'Isola del Principe Edoardo, e 1 per il Québec.
Infinite, fermo restando quanto stabilito dalla sezione 41, la sezione 45 sancisce che è di competenza esclusiva dell'assemblea legislativa di una provincia approvare leggi atte a emendare la costituzione della provincia stessa laddove sussista una costituzione provinciale (i.e., uno statuto).

#### Procedura speciale
Alcune parti della Costituzione possono essere modificate se e solo se vi è consenso unanime di tutte le province in aggiunta ai due rami del Parlamento federale. Questa procedura, sancita dalla sezione 41 e comunemente denominata unanimity formula, è riservata ai seguenti temi:
1. La carica di Regina (o comunque di sovrano britannico), di Governatore Generale e di Luogotenente Governatore di una provincia;
2. Il diritto di una provincia ad un numero di deputati nella Camera dei Comuni non inferiore al numero di senatori spettanti a ciascuna provincia nel momento in cui la Costituzione del 1982 è entrata in vigore;
3. Fermo restando la sezione 43, l'uso delle lingue inglese e francese;
4. La composizione della Corte Suprema del Canada;
5. Modificare lo stesso procedimento legislativo per la approvazione di emendamenti costituzionali.